# Salicorniòidies
Salicornioideae és una subfamília botànica de les amarantàcies Amaranthaceae, encara que tradicionalment pertanyia a l'antiga família de les quenopodiàcies.

## Particularitats
Totes les plantes d'aquesta subfamília són suculentes, halòfites, preferentment d'hàbitats litorals. El seu aspecte és similar i es poden agrupar dins dels que vulgarment hom anomenaria salicorn. La taxonomia d'aquest grup ha variat bastant darrerament, a resultes dels treballs fets pel Grup per a la filogènia de les angiospermes.

## Gèneres
Dins d'aquesta subfamília es reconeixen els 12 gèneres següents:
- Allenrolfea Kuntze
- Arthrocaulon Piirainen & G.Kadereit
- Arthroceras Piirainen & G.Kadereit
- Halocnemum M.Bieb.
- Halopeplis Bunge ex Ung.-Sternb.
- Halostachys C.A.Mey.
- Heterostachys Ung.-Sternb.
- Kalidium Moq.
- Mangleticornia P.W.Ball, G.Kadereit & Cornejo
- Microcnemum Ung.-Sternb.
- Salicornia L.
- Tecticornia Hook.f.

Als Països Catalans hi podem trobar (segons el criteri taxonòmic de "Plants of the world Online") representants de: Arthrocaulon, Halocnemum (Halocnemum cruciatum), Halopeplis (Halopeplis amplexicaulis), Microcnemum (Microcnemum coralloides) i Salicornia. Les espècies que la Flora dels Països Catalans inclou dins del gènere Arthrocnemum s'han posat dins de Arthrocaulon (Arthrocaulon macrostachyum) o Salicornia (Salicornia fruticosa i Salicornia perennis) que segons aquesta flora només tenia una espècie als PPCC (Salicornia europaea).